# Чемпіонат світу з хокею із шайбою 2022
Чемпіонат світу з хокею із шайбою 2022 — 85-й чемпіонат світу з хокею із шайбою ІІХФ, який проходив у Фінляндії 13 — 29 травня 2022 року. Матчі відбувались у двох містах Гельсінкі та Тампере.
Через російське вторгнення Hartwall Arena, яка належить російським олігархам була замінена на Helsinki Ice Hall.
Збірна Чехії виборола бронзові нагороди і це відбулось вперше з 2012 року, американці посіли четверту сходинку. Фіни вчетверте виграли золоті нагороди перегравши канадців.

## Вибір господаря турніру
Рішення було прийнято 19 травня 2017 на конгресі Міжнародної федерації хокею ІІХФ, який проходив під час чемпіонату світу у Кельні. 
Фінляндія вже вдев'яте приймала чемпіонат світу, востаннє фіни двічі провели два турніри поспіль разом із шведами в 2012 та 2013 роках. Ще шість разів вони приймали окремо в 1965, 1974, 1982, 1991, 1997 та 2003.

## Російське вторгнення в Україну
24 лютого 2022 року розпочалось вторгнення Росії в Україну. У зв'язку з цим 28 лютого 2022 року Міжнародна федерація хокею із шайбою ухвалила рішення про виключення збірних Росії та Білорусі з турніру. 18 березня 2022 року їх замінили відповідно збірні Франції та Австрії.

## Арени
| Тампере           | Гельсінкі Тампере | Гельсінкі         |
| ----------------- | ----------------- | ----------------- |
| Нокіа Арена       | Гельсінкі Тампере | Helsinki Ice Hall |
| Місткість: 13,455 | Гельсінкі Тампере | Місткість: 8,200  |
|                   | Гельсінкі Тампере |                   |

## Посів і групи
Посів команд у попередньому раунді визначався за результатами Світового рейтингу ІІХФ. Команди були розподілені по групах згідно з посівом (у дужках відповідна позиція у світовому рейтингу за підсумками чемпіонату світу 2021 року).
| Група A (Гельсінкі) - Канада (1) - Олімпійський комітет Росії (3) - Німеччина (5) - Швейцарія (8) - Словаччина (9) - Данія (12) - Казахстан (13) - Італія (17) - Франція (замість Росії) (15) | Група B (Тампере) - Фінляндія (2) - США (4) - Чехія (6) - Швеція (7) - Латвія (10) - Норвегія (11) - Білорусь (14) - Велика Британія (16) - Австрія (замість Білорусі) (18) |

## Попередній раунд

### Група А
| Поз | Команда    | М | В | ВО | ПО | П | ГЗ | ГП | Різ | О  | Кваліфікація або пониження |
| --- | ---------- | - | - | -- | -- | - | -- | -- | --- | -- | -------------------------- |
| 1   | Швейцарія  | 7 | 6 | 1  | 0  | 0 | 34 | 15 | +19 | 20 | Чвертьфінал                |
| 2   | Німеччина  | 7 | 5 | 0  | 1  | 1 | 26 | 20 | +6  | 16 | Чвертьфінал                |
| 3   | Канада     | 7 | 5 | 0  | 0  | 2 | 34 | 18 | +16 | 15 | Чвертьфінал                |
| 4   | Словаччина | 7 | 4 | 0  | 0  | 3 | 23 | 19 | +4  | 12 | Чвертьфінал                |
| 5   | Данія      | 7 | 4 | 0  | 0  | 3 | 18 | 18 | 0   | 12 |                            |
| 6   | Франція    | 7 | 1 | 1  | 0  | 5 | 11 | 24 | −13 | 5  |                            |
| 7   | Казахстан  | 7 | 1 | 0  | 0  | 6 | 19 | 31 | −12 | 3  |                            |
| 8   | Італія     | 7 | 0 | 0  | 1  | 6 | 12 | 32 | −20 | 1  | Вибули до Дивізіону ІА     |

| 13 травня | Франція    | – | Словаччина | 2:4        | (0:1,2:2,0:1)         |
|           | Німеччина  | – | Канада     | 3:5        | (0:2,1:3,2:0)         |
| 14 травня | Данія      | – | Казахстан  | 9:1        | (3:0,4:0,2:1)         |
|           | Швейцарія  | – | Італія     | 5:2        | (3:0,1:0,1:2)         |
|           | Словаччина | – | Німеччина  | 1:2        | (0:0,1:2,0:0)         |
| 15 травня | Італія     | – | Канада     | 1:6        | (1:1,0:3,0:2)         |
|           | Франція    | – | Казахстан  | 2:1        | (0:1,2:0,0:0)         |
|           | Данія      | – | Швейцарія  | 0:6        | (0:1,0:4,0:1)         |
| 16 травня | Словаччина | – | Канада     | 1:5        | (1:1,0:2,0:2)         |
|           | Франція    | – | Німеччина  | 2:3        | (1:2,1:0,0:1)         |
| 17 травня | Італія     | – | Данія      | 1:2        | (0:1,1:0,0:1)         |
|           | Швейцарія  | – | Казахстан  | 3:2        | (0:0,2:0,1:2)         |
| 18 травня | Франція    | – | Італія     | 2:1 (ОТ)   | (0:1,0:0,1:0,1:0)     |
|           | Швейцарія  | – | Словаччина | 5:3        | (1:1,2:1,2:1)         |
| 19 травня | Німеччина  | – | Данія      | 1:0        | (0:0,1:0,0:0)         |
|           | Канада     | – | Казахстан  | 6:3        | (3:2,1:0,2:1)         |
| 20 травня | Німеччина  | – | Італія     | 9:4        | (4:0,2:1,3:3)         |
|           | Казахстан  | – | Словаччина | 3:4        | (2:1,0:3,1:0)         |
| 21 травня | Данія      | – | Франція    | 3:0        | (1:0,1:0,1:0)         |
|           | Канада     | – | Швейцарія  | 3:6        | (3:3,0:1,0:2)         |
|           | Італія     | – | Словаччина | 1:3        | (0:2,0:0,1:1)         |
| 22 травня | Казахстан  | – | Німеччина  | 4:5        | (2:3,1:1,1:1)         |
|           | Швейцарія  | – | Франція    | 5:2        | (0:2,3:0,2:0)         |
| 23 травня | Казахстан  | – | Італія     | 5:2        | (2:1,1:1,2:0)         |
|           | Канада     | – | Данія      | 2:3        | (0:2,1:0,1:1)         |
| 24 травня | Німеччина  | – | Швейцарія  | 3:4 (бул.) | (2:1,0:2,1:0,0:0,0:1) |
|           | Словаччина | – | Данія      | 7:1        | (2:0,3:0,2:1)         |
|           | Канада     | – | Франція    | 7:1        | (2:0,2:0,3:1)         |

### Група B
| Поз | Команда         | М | В | ВО | ПО | П | ГЗ | ГП | Різ | О  | Кваліфікація або пониження |
| --- | --------------- | - | - | -- | -- | - | -- | -- | --- | -- | -------------------------- |
| 1   | Фінляндія (H)   | 7 | 6 | 0  | 1  | 0 | 25 | 5  | +20 | 19 | Чвертьфінал                |
| 2   | Швеція          | 7 | 5 | 1  | 1  | 0 | 27 | 10 | +17 | 18 | Чвертьфінал                |
| 3   | Чехія           | 7 | 4 | 0  | 1  | 2 | 19 | 13 | +6  | 13 | Чвертьфінал                |
| 4   | США             | 7 | 3 | 2  | 0  | 2 | 18 | 12 | +6  | 13 | Чвертьфінал                |
| 5   | Латвія          | 7 | 2 | 1  | 0  | 4 | 14 | 20 | −6  | 8  |                            |
| 6   | Австрія         | 7 | 1 | 1  | 2  | 3 | 16 | 22 | −6  | 7  |                            |
| 7   | Норвегія        | 7 | 1 | 1  | 0  | 5 | 15 | 29 | −14 | 5  |                            |
| 8   | Велика Британія | 7 | 0 | 0  | 1  | 6 | 10 | 33 | −23 | 1  | Вибули до Дивізіону ІА     |

| 13 травня | США             | – | Латвія          | 4:1        | (3:0,1:0,0:1)         |
|           | Фінляндія       | – | Норвегія        | 5:0        | (1:0,2:0,2:0)         |
| 14 травня | Швеція          | – | Австрія         | 3:1        | (2:1,1:0,0:0)         |
|           | Чехія           | – | Велика Британія | 5:1        | (0:0,2:0,3:1)         |
|           | Латвія          | – | Фінляндія       | 1:2        | (1:0,0:1,0:1)         |
| 15 травня | Норвегія        | – | Велика Британія | 4:3 (бул.) | (1:0,2:0,0:3,0:0,1:0) |
|           | Австрія         | – | США             | 2:3 (ОТ)   | (1:0,1:1,0:1,0:1)     |
|           | Чехія           | – | Швеція          | 3:5        | (1:1,1:3,1:1)         |
| 16 травня | Латвія          | – | Норвегія        | 3:2        | (1:1,2:0,0:1)         |
|           | Фінляндія       | – | США             | 4:1        | (1:0,3:0,0:1)         |
| 17 травня | Чехія           | – | Австрія         | 1:2 (бул.) | (1:0,0:0,0:1,0:0,0:1) |
|           | Швеція          | – | Велика Британія | 6:0        | (5:0,0:0,1:0)         |
| 18 травня | Норвегія        | – | Австрія         | 5:3        | (1:1,2:1,2:1)         |
|           | Фінляндія       | – | Швеція          | 2:3 (бул.) | (0:1,2:0,0:1,0:0,0:1) |
| 19 травня | Велика Британія | – | США             | 0:3        | (0:0,0:1,0:2)         |
|           | Чехія           | – | Латвія          | 5:1        | (5:0,0:0,0:1)         |
| 20 травня | Велика Британія | – | Фінляндія       | 0:6        | (0:2,0:2,0:2)         |
|           | Латвія          | – | Австрія         | 4:3 (бул.) | (0:0,3:2,0:1,0:0,1:0) |
| 21 травня | США             | – | Швеція          | 3:2 (ОТ)   | (1:1,1:0,0:1,1:0)     |
|           | Австрія         | – | Фінляндія       | 0:3        | (0:1,0:1,0:1)         |
|           | Норвегія        | – | Чехія           | 1:4        | (0:1,0:1,1:2)         |
| 22 травня | Велика Британія | – | Латвія          | 3:4        | (2:0,1:2,0:2)         |
|           | Швеція          | – | Норвегія        | 7:1        | (1:0,4:0,2:1)         |
| 23 травня | США             | – | Чехія           | 0:1        | (0:1,0:0,0:0)         |
|           | Австрія         | – | Велика Британія | 5:3        | (0:1,0:1,5:1)         |
| 24 травня | Швеція          | – | Латвія          | 1:0        | (0:0,1:0,0:0)         |
|           | США             | – | Норвегія        | 4:2        | (2:0,1:1,1:1)         |
|           | Фінляндія       | – | Чехія           | 3:0        | (2:0,1:0,0:0)         |

## Плей-оф
Після чвертьфіналу відбувся повторний посів.
|  | Чвертьфінали | Чвертьфінали |                |   | Півфінали           | Півфінали           |  |  | Фінал | Фінал |
|  |              |              |                |   |                     |                     |  |  |       |       |
|  | 26 травня    |              |                |   |                     |                     |  |  |       |       |
|  |              |              |                |   |                     |                     |  |  |       |       |
|  | Швейцарія    | 0            |                |   |                     |                     |  |  |       |       |
|  | Швейцарія    | 0            | 28 травня      |   |                     |                     |  |  |       |       |
|  | США          | 3            |                |   |                     |                     |  |  |       |       |
|  | США          | 3            | Фінляндія      | 4 |                     |                     |  |  |       |       |
|  | 26 травня    |              | Фінляндія      | 4 |                     |                     |  |  |       |       |
|  |              | США          | 3              |   |                     |                     |  |  |       |       |
|  | Фінляндія    | США          | 3              | 4 |                     |                     |  |  |       |       |
|  | Фінляндія    |              | 29 травня      | 4 |                     |                     |  |  |       |       |
|  | Словаччина   | 2            |                |   |                     |                     |  |  |       |       |
|  | Словаччина   | 2            | Фінляндія (OT) | 4 |                     |                     |  |  |       |       |
|  | 26 травня    |              | Фінляндія (OT) | 4 |                     |                     |  |  |       |       |
|  |              | Канада       | 3              |   |                     |                     |  |  |       |       |
|  | Німеччина    | Канада       | 3              | 1 |                     |                     |  |  |       |       |
|  | Німеччина    | 28 травня    |                | 1 |                     |                     |  |  |       |       |
|  | Чехія        | 4            |                |   |                     |                     |  |  |       |       |
|  | Чехія        | 4            | Канада         | 6 |                     |                     |  |  |       |       |
|  | 26 травня    |              | Канада         | 6 |                     |                     |  |  |       |       |
|  |              | Чехія        | 1              |   | Матч за третє місце | Матч за третє місце |  |  |       |       |
|  | Швеція       | Чехія        | 1              | 3 | Матч за третє місце | Матч за третє місце |  |  |       |       |
|  | Швеція       |              | 29 травня      | 3 |                     |                     |  |  |       |       |
|  | Канада (OT)  | 4            |                |   |                     |                     |  |  |       |       |
|  | Канада (OT)  | 4            | Чехія          | 8 |                     |                     |  |  |       |       |
|  |              |              |                |   |                     |                     |  |  |       |       |
|  | США          | 4            |                |   |                     |                     |  |  |       |       |
|  | США          | 4            |                |   |                     |                     |  |  |       |       |

### Чвертьфінали
| 26 травня 2022 16:20 | Німеччина | 1 : 4 (0:2, 0:1, 1:1) | Чехія | «Helsinki Ice Hall», Гельсінкі Глядачів: 4,290 |

| Протокол                         | Протокол            | Протокол | Протокол       | Протокол                              |
| -------------------------------- | ------------------- | --- | -------------- | ------------------------------------- |
|                                  | Філіпп Грубауер     | Голкіпери | Карел Веймелка | Арбітри: Мікаель Норд Мирослав Штольц |
| Зайдер (Небельс, Плахта) — 53:48 | 0:1 0:2 0:3 1:3 1:4 | 02:17 — Пастрняк (Крейчі, Червенка) 10:04 — Червенка (Крейчі, Гронек) 32:10 — Крейчі (Пастрняк, Червенка) 58:10 — Смейкал (Кампф) |                | Арбітри: Мікаель Норд Мирослав Штольц |
| 8 хв.                            | Вилучення           | 6 хв. |                | Арбітри: Мікаель Норд Мирослав Штольц |
| 22                               | Кидки               | 24 |                | Арбітри: Мікаель Норд Мирослав Штольц |

| 26 травня 2022 16:20 | Швеція | 3 : 4 OT (2:0, 1:0, 0:3) (OT: 0:1) | Канада | «Нокіа Арена», Тампере Глядачів: 8,576 |

| Протокол | Протокол                    | Протокол | Протокол     | Протокол                              |
| --- | --------------------------- | --- | ------------ | ------------------------------------- |
| | Лінус Ульмарк               | Голкіпери | Кріс Дріджер | Арбітри: Лассі Хейккінен Джейк Рекукі |
| Клінгберг (Ланг, Петерсон) — 01:27 Нюландер (Нордстрем) — 07:04 Фріберг (Густафссон, Екман-Ларссон) — 28:23 | 1:0 2:0 3:0 3:1 3:2 3:3 3:4 | 41:21 — Грейвс (Рой, Комтуа) 58:07 — Дюбуа (Шабо, Козенс) 58:37 — Барзал (Батерсон, Комтуа) 60:43 — Батерсон (Барзал, Дюбуа) |              | Арбітри: Лассі Хейккінен Джейк Рекукі |
| 6 хв. | Вилучення                   | 10 хв. |              | Арбітри: Лассі Хейккінен Джейк Рекукі |
| 19 | Кидки                       | 42 |              | Арбітри: Лассі Хейккінен Джейк Рекукі |

| 26 травня 2022 20:20 | Швейцарія | 0 : 3 (0:2, 0:0, 0:1) | США | «Helsinki Ice Hall», Гельсінкі Глядачів: 3,727 |

| Протокол | Протокол         | Протокол                                                                            | Протокол        | Протокол                           |
| -------- | ---------------- | ----------------------------------------------------------------------------------- | --------------- | ---------------------------------- |
|          | Леонардо Дженоні | Голкіпери                                                                           | Джеремі Свеймен | Арбітри: Андріс Ансонс Лінус Елунд |
|          | 0:1 0:2 0:3      | 11:59 — Меєрс (Беллоуз, Г'юз) 16:42 — Годетт (Пік) 54:06 — Меєрс (Кульман, Фаррелл) |                 | Арбітри: Андріс Ансонс Лінус Елунд |
| 2 хв.    | Вилучення        | 4 хв.                                                                               |                 | Арбітри: Андріс Ансонс Лінус Елунд |
| 33       | Кидки            | 22                                                                                  |                 | Арбітри: Андріс Ансонс Лінус Елунд |

| 26 травня 2022 20:20 | Фінляндія | 4 : 2 (1:2, 1:0, 2:0) | Словаччина | «Нокіа Арена», Тампере Глядачів: 11,341 |

| Протокол | Протокол                | Протокол                                              | Протокол   | Протокол                                 |
| --- | ----------------------- | ----------------------------------------------------- | ---------- | ---------------------------------------- |
| | Юго Олкінуора           | Голкіпери                                             | Адам Гуска | Арбітри: Фрейзер Лоуренс Шон Мак-Фарлейн |
| Анттіла (Фріман, Покка) — 18:27 Анттіла — 23:44 Маннінен (Саллінен, Легтонен) — 44:01 Мяеналанен (Анттіла, Б'єрнінен) — 59:59 | 0:1 0:2 1:2 2:2 3:2 4:2 | 08:17 — Сикора (Лунтер) 15:16 — Регенда (Такач, Іван) |            | Арбітри: Фрейзер Лоуренс Шон Мак-Фарлейн |
| 4 хв. | Вилучення               | 2 хв.                                                 |            | Арбітри: Фрейзер Лоуренс Шон Мак-Фарлейн |
| 25 | Кидки                   | 21                                                    |            | Арбітри: Фрейзер Лоуренс Шон Мак-Фарлейн |

### Півфінали
| 28 травня 2022 14:20 | Фінляндія | 4 : 3 (1:1, 2:1, 1:1) | США | «Нокіа Арена», Тампере Глядачів: 11,055 |

| Протокол | Протокол                    | Протокол                                                                                | Протокол        | Протокол                          |
| --- | --------------------------- | --------------------------------------------------------------------------------------- | --------------- | --------------------------------- |
| | Юго Олкінуора               | Голкіпери                                                                               | Джеремі Свеймен | Арбітри: Мікаель Норд Лінус Елунд |
| Гейсканен (Песонен, Арміа) — 16:53 Маннінен (Легтонен, Хартікайнен) — 24:11 Ватанен (Песонен, Гейсканен) — 29:40 Арміа (Ватанен, Гейсканен) — 45:03 | 0:1 1:1 2:1 2:2 3:2 4:2 4:3 | 01:14 — Шмідт (Пік, Тінан) 26:52 — Фаррелл (Меєрс, Джонс) 57:09 — Годетт (Болді, Тінан) |                 | Арбітри: Мікаель Норд Лінус Елунд |
| 2 хв. | Вилучення                   | 6 хв.                                                                                   |                 | Арбітри: Мікаель Норд Лінус Елунд |
| 26 | Кидки                       | 28                                                                                      |                 | Арбітри: Мікаель Норд Лінус Елунд |

| 28 травня 2022 18:20 | Канада | 6 : 1 (1:1, 3:0, 2:0) | Чехія | «Нокіа Арена», Тампере Глядачів: 9,047 |

| Протокол | Протокол                    | Протокол                          | Протокол       | Протокол                              |
| --- | --------------------------- | --------------------------------- | -------------- | ------------------------------------- |
| | Кріс Дріджер                | Голкіпери                         | Карел Веймелка | Арбітри: Лассі Хейккінен Джейк Рекукі |
| Козенс (Дюбуа) — 19:27 Лоурі (Джонсон, Шабо) — 27:33 Джонсон (Мерсер) — 28:54 Барзал (Козенс, Батерсон) — 30:52 Сіллінджер (Андерсон) — 43:56 Козенс (Батерсон, Вайтклауд) — 52:50 | 0:1 1:1 2:1 3:1 4:1 5:1 6:1 | 07:07 — Крейчі (Червенка, Гронек) |                | Арбітри: Лассі Хейккінен Джейк Рекукі |
| 8 хв. | Вилучення                   | 8 хв.                             |                | Арбітри: Лассі Хейккінен Джейк Рекукі |
| 35 | Кидки                       | 26                                |                | Арбітри: Лассі Хейккінен Джейк Рекукі |

### Матч за третє місце
| 29 травня 2022 15:20 | Чехія | 8 : 4 (1:3, 1:0, 6:1) | США | «Нокіа Арена», Тампере Глядачів: 9,737 |

| Протокол | Протокол                                        | Протокол | Протокол        | Протокол                                 |
| --- | ----------------------------------------------- | --- | --------------- | ---------------------------------------- |
| | Карел Веймелка Марек Лангхамер                  | Голкіпери | Джеремі Свеймен | Арбітри: Лассі Хейккінен Фрейзер Лоуренс |
| Чернох (Флек, Странський) — 15:19 Смейкал (Скленічка, Кундратек) — 32:12 Пастрняк (Гертл, Зогорна) — 40:51 Червенка (Крейчі) — 42:29 Пастрняк (Йордан, Гертл) — 43:37 Кампф (Смейкал) — 54:42 Кампф (Шимек) — 58:08 Пастрняк (Гертл, Червенка) — 59:23 | 0:1 0:2 1:2 1:3 2:3 3:3 4:3 5:3 6:3 7:3 7:4 8:4 | 09:33 — Кульман (Меєрс, Пік) 12:14 — Годетт (Болді, Тінан) 19:47 — Кульман (Шмідт, Лафферті) 58:41 — Бордело (Вотсон, Гейден) |                 | Арбітри: Лассі Хейккінен Фрейзер Лоуренс |
| 6 хв. | Вилучення                                       | 8 хв. |                 | Арбітри: Лассі Хейккінен Фрейзер Лоуренс |
| 32 | Кидки                                           | 24 |                 | Арбітри: Лассі Хейккінен Фрейзер Лоуренс |

### Фінал
| 29 травня 2022 20:20 | Фінляндія | 4 : 3 OT (0:0, 0:1, 3:2, 1:0) | Канада | «Нокіа Арена», Тампере Глядачів: 11,487 |

| Протокол | Протокол                    | Протокол                                                                                                 | Протокол                  | Протокол                          |
| --- | --------------------------- | --- | ------------------------- | --------------------------------- |
| | Юго Олкінуора               | Голкіпери                                                                                                | Кріс Дріджер Метт Томкінс | Арбітри: Мікаель Норд Лінус Елунд |
| Гранлунд (Гейсканен, Легтонен) — 44:13 Гранлунд (Легтонен, Хартікайнен) — 45:57 Арміа (Ламмікко) — 54:04 Маннінен (Гранлунд, Гейсканен) | 0:1 1:1 2:1 3:1 3:2 3:3 4:3 | 24:00 — Козенс (Барзал, Сіверсон) 57:48 — Вайтклауд (Барзал, Андерсон) 58:36 — Комтуа (Барзал, Батерсон) |                           | Арбітри: Мікаель Норд Лінус Елунд |
| 4 хв. | Вилучення                   | 10 хв.                                                                                                   |                           | Арбітри: Мікаель Норд Лінус Елунд |
| 31 | Кидки                       | 22 |                           | Арбітри: Мікаель Норд Лінус Елунд |

## Статистика

### Підсумкова таблиця
| Поз | Г | Команда         | М  | В | ВО | ПО | П | ГЗ | ГП | Різ | О  | Підсумок                  |
| --- | - | --------------- | -- | - | -- | -- | - | -- | -- | --- | -- | ------------------------- |
| 1   | B | Фінляндія (H)   | 10 | 8 | 1  | 1  | 0 | 37 | 13 | +24 | 27 | Чемпіон                   |
| 2   | А | Канада          | 10 | 6 | 1  | 1  | 2 | 47 | 26 | +21 | 21 | Срібний призер            |
| 3   | B | Чехія           | 10 | 6 | 0  | 1  | 3 | 32 | 24 | +8  | 19 | Бронзовий призер          |
| 4   | B | США             | 10 | 4 | 2  | 0  | 4 | 28 | 24 | +4  | 16 | Четверте місце            |
|     |   |                 |    |   |    |    |   |    |    |     |    |                           |
| 5   | А | Швейцарія       | 8  | 6 | 1  | 0  | 1 | 34 | 18 | +16 | 20 | Вибули в чвертьфіналі     |
| 6   | B | Швеція          | 8  | 5 | 1  | 2  | 0 | 30 | 14 | +16 | 19 | Вибули в чвертьфіналі     |
| 7   | А | Німеччина       | 8  | 5 | 0  | 1  | 2 | 27 | 24 | +3  | 16 | Вибули в чвертьфіналі     |
| 8   | А | Словаччина      | 8  | 4 | 0  | 0  | 4 | 25 | 23 | +2  | 12 | Вибули в чвертьфіналі     |
|     |   |                 |    |   |    |    |   |    |    |     |    |                           |
| 9   | А | Данія           | 7  | 4 | 0  | 0  | 3 | 18 | 18 | 0   | 12 | Вибули на груповому етапі |
| 10  | B | Латвія          | 7  | 2 | 1  | 0  | 4 | 14 | 20 | −6  | 8  | Вибули на груповому етапі |
| 11  | B | Австрія         | 7  | 1 | 1  | 2  | 3 | 16 | 22 | −6  | 7  | Вибули на груповому етапі |
| 12  | А | Франція         | 7  | 1 | 1  | 0  | 5 | 11 | 24 | −13 | 5  | Вибули на груповому етапі |
| 13  | B | Норвегія        | 7  | 1 | 1  | 0  | 5 | 15 | 29 | −14 | 5  | Вибули на груповому етапі |
| 14  | А | Казахстан       | 7  | 1 | 0  | 0  | 6 | 19 | 31 | −12 | 3  | Вибули на груповому етапі |
|     |   |                 |    |   |    |    |   |    |    |     |    |                           |
| 15  | А | Італія          | 7  | 0 | 0  | 1  | 6 | 12 | 32 | −20 | 1  | Вибули до Дивізіону I А   |
| 16  | B | Велика Британія | 7  | 0 | 0  | 1  | 6 | 10 | 33 | −23 | 1  | Вибули до Дивізіону I А   |

### Бомбардири
Список 10 найкращих гравців.
| Гравець          | І  | Г | П  | Очк. | +/− | ШХ | Поз |
| ---------------- | -- | - | -- | ---- | --- | -- | --- |
| Роман Червенка   | 10 | 5 | 12 | 17   | +4  | 10 | Ф   |
| Дрейк Батерсон   | 10 | 3 | 11 | 14   | +8  | 6  | Ф   |
| Ділан Козенс     | 10 | 7 | 6  | 13   | +12 | 2  | Ф   |
| П'єр-Люк Дюбуа   | 10 | 7 | 6  | 13   | +11 | 12 | Ф   |
| Денис Мальгін    | 8  | 2 | 8  | 10   | +6  | 2  | Ф   |
| Давід Крейчі     | 10 | 3 | 9  | 12   | +6  | 4  | Ф   |
| Мікко Легтонен   | 10 | 2 | 10 | 12   | +7  | 2  | З   |
| Мікаель Гранлунд | 9  | 5 | 6  | 11   | +2  | 2  | Ф   |
| Давід Пастрняк   | 7  | 7 | 3  | 10   | +3  | 2  | Ф   |
| Сакарі Маннінен  | 10 | 6 | 4  | 10   | +2  | 2  | Ф   |

І = матчі; Г = голи; П = передачі; О = очки; +/− = плюс/мінус; ШХ = Штрафні хвилини; Поз = позиція

Джерело: IIHF

### Найкращі воротарі
| Гравець             | ЧНЛ    | ГП | СП   | КД  | %ВК   | ША |
| ------------------- | ------ | -- | ---- | --- | ----- | -- |
| Артурс Шиловс       | 196:21 | 4  | 1.22 | 84  | 95.24 | 0  |
| Юго Олкінуора       | 486:42 | 9  | 1.11 | 174 | 94.83 | 4  |
| Магнус Гелльберг    | 245:00 | 6  | 1.47 | 88  | 93.18 | 1  |
| Анрі-Корентен Бюйсс | 237:58 | 7  | 1.76 | 102 | 93.14 | 0  |
| Кріс Дріджер        | 341:48 | 10 | 1.76 | 117 | 91.45 | 0  |

ЧНЛ = часу на льоду (хвилини: секунди); ГП = голів пропушено; СП = Середня кількість пропущених шайб; КД = кидки; %ВК = відбитих кидків (у %); ША = шатаути

Джерело: IIHF.com

## Нагороди
Список нагород чемпіонату:
Найкращі гравці, обрані дирекцією ІІХФ
- - Найкращий воротар:  Юго Олкінуора
  - Найкращий захисник:  Мікко Легтонен
  - Найкращий нападник:  Роман Червенка

Команда усіх зірок, обрана ЗМІ
- Найцінніший гравець:  Юго Олкінуора
  - Воротар:  Юго Олкінуора
  - Захисники:  Мікко Легтонен /  Сет Джонс
  - Нападники:  Роман Червенка /  П'єр-Люк Дюбуа /  Сакарі Маннінен